# Слатинска станишта Селевењске пустаре
Слатинска станишта у оквиру Специјалног резервата природе „Селевењске пустаре” се налазе на североистоку Бачке и по својим одликама представљају специфичан простор са наглашеним природним обележјима.

## Слатине
Слатине или слана земљишта су земљишта која се налазе под утицајем алкалних соли и у којима је натријум одлучујући фактор. Слатине су хидро-халогене творевине, и у њиховом стварању прва улога припада води и солима. Слатине су земљишта која су услед процеса засољавања и алкализације, односно расољавања и деалкализације, изменила више или мање своје првобитне особине.
За екологију и пољопривреду слатине су значајна група земљишта пошто се на њима развијају посебни еколошки типови биљака- халофите. Сходно чињеници да су то врсте које су прилагођене животним условима са високим концентрацијама соли у земљишту, оне представљају ретке и специфичне заједнице а самим тим је и животињска компонента која их прати специфична. Услед велике концентрације соли у земљишту, слатине представљају неповољну средину за узгајање пољопривредних култура.
Слатине, у широком смислу, представљају комплексну групу земљишта која се, и поред неких битних заједничких особина, међу собом у много чему разликују, тако да се може издвојити неколико њихових типова. Једна од главних особина слатина је њихов садржај у алкалним солима, мада у погледу врсте и концентрације тих соли постоје велике разлике.
На основу процеса који владају у њима, концентрације и карактера соли као и физичких особина, типичне слатине се могу поделити на три групе:
солончак — слана земљишта богата водорастворљивим солима. Могу се поделити на сланице (доминирају хлориди и сулфати), содњаче (доминира сода) и солитерњаче (доминирају нитрати).
солоњец — слана земљишта у којима су штетне соли у већој или мањој мери испране, док је адсорптивни комплекс засићен претежно На-јонима.
солођ — у њима је из адсорптивног комплекса истиснут и натријум, и то јонима водоника или неким другим.

## Положај
Слатинска станишта се налазе у оквиру Специјалног резервата природе „Селевењске пустаре”, које се налази на североистоку Бачке. СРП „Селевењске пустаре” у ствари представља крајње источне огранке Суботичко-Хоргошке пешчаре са надморским висинама од 85 до 93м. У питању је најконтиненталнији део Војводине.

## Биљни свет
Отворена, сува и топла станишта Селевењских пустара покрива степска вегетација. Основне карактеристике овог типа станишта су одраз еколошких прилика на контакту леса и песка. На песковитој подлози нестабилна пешчарска вегетација постепено прераста у степску специфичних одлика. Посебно су занимљиве степе на црници на “лесним острвацима”. Незнатно су уздигнуте над депресијама које су под слатинама. Због тога неки слатински елементи улазе у грађу ових степа, што је јединствено у ширим размерама. Степске заједнице доминирају Резерватом коме дају панонски пустарски печат. Угрожене су привођењем култури, претварањем у њиве и воћњаке. Исконске степске пустаре су индикатори некадашњих ксеротермних станишта, па у својој грађи обухватају реликтне и ендемске врсте, многе орхидеје, као и врсте од међународног значаја за очување биолошке разноврсности
У условима када испаравање прелази укупне годишње падавине долази до таложења сувишних растворљивих соли на површини тла. На простору Селевењске пустаре то су терени са израженим микрорељефом на којима се развија Lepidium cartilagineum (=L. crassifolium) ((J. Mayer) Thell.). То је врста везана за слатине Бачке на којима је градитељ две заједнице:
-	Lepidio crassifolio-Puccinellietum limosae (Rapcs,1927) i Soó,1957' и
-	Lepidio crassifolio-Camphorosmetum annuae Soó (1947) 1957
Као полупустињски, тј. субтурански елемент флоре, Lepidium cartilagineum се јавља на најљућим солончацима, често у популацијама које као прстен оивичавају простор који се бели од наталожене соли. Овакве састојине констатоване су у региону Канас баре, у депресијама уз пругу у близини Хоргоша и на Сточном пашњаку, као и на подручју локалитета Лофеј.
- Бастардна перуника
- Камилица
- Слатинска гроница
- Слатински цвет

## Фактори угрожавања слатинских станишта

##### Фрагментација
Површине под природном вегетацијом су изузетно мале, те се на њима не могу одвијати природни процеси и опстати стабилне популације. Обрађене површине у заштитној зони између природних фрагмената онемогућавају кретање ситних животиња и отежавају разношење семена и плодова. Тако су све више угрожене популације ретких врста, јер на малим просторима живе мале популације које поседују само део варијабилности генетског фонда врсте, па је и њихова отпорност смањена. Осим тога на малим површинама нема довољно простора за спонтане сукцесије што доводи до смањења диверзитета.

##### Маргинални утицај
Велика је додирна зона природне вегетације са обрађеним површинама и са линијама саобраћаја, што помаже продор инвазивних врста. С друге стране унутрашњи, неометани делови су мале површине или потпуно недостају, што је у супротности са потребама животињских врста за неометаним стаништем.

##### Антропогени утицаји
Данас су на овом природном добру све разноврсније делатности које директно или индиректно угрожавају опстанак природних реткости и укупне природне вредности подручја. Добар део природних екосистема човек је до данас, поступно уништавао у циљу добијања пољопривредних површина. Предео је нарушен првенствено због претварања слатинских станишта у њиве.

##### Деградација услед неадекватног коришћења
На првом месту се истиче претерана испаша а потом и неадекватно кошење ливада